# Ilyarachna acarina
Ilyarachna acarina är en kräftdjursart som beskrevs av Menzies och Barnard 1959. Ilyarachna acarina ingår i släktet Ilyarachna och familjen Munnopsidae. Inga underarter finns listade i Catalogue of Life.